# Franciszek Modrzewski
Franciszek Modrzewski (ur. 12 maja 1902 w Lublinie, zm. 21 maja 1985 w Warszawie) – polski działacz gospodarczy, wiceminister handlu zagranicznego, ambasador PRL w Belgii i Luksemburgu.

## Życiorys
Był synem Jana Ignacego Modrzewskiego (1869–1962, chirurga i działacza politycznego, senatora RP), oraz Jadwigi z Juścińskich. Maturę zdał w 1921 w Lublinie, po czym pół roku studiował w Szkole Morskiej. W 1925 ukończył Wyższą Szkołę Handlową w Warszawie. Podczas studiów był członkiem Korporacji Akademickiej Welecja. Pracował do 1929 m.in. w Łódzkim Banku Handlowym. Przed II wojną światową był również delegatem Izb Przemysłowo-Handlowych w Hiszpanii i Portugalii (1929–1930), prokurentem w Sowpoltorgu (1930–1933), zastępcą dyrektora naczelnego w Polskiej Agencji Eksportu Drewna w Gdyni (1933–1938) oraz dyrektorem naczelnym firmy Kompania Eksportowa (1938–1940). Od 1940 do 1943 był na emigracji. W czasie wojny wchodził w skład Zarządu Polskiego Czerwonego Krzyża w Londynie, był delegatem PCK na Bliskim Wschodzie. W latach 1944–1947 pracował w misjach UNRRA (Administracji Narodów Zjednoczonych do Spraw Pomocy i Odbudowy) w Grecji, Francji i Polsce.
W Polsce Ludowej był dyrektorem naczelnym Głównego Urzędu Morskiego w Gdyni, a także Centralnego Zarządu Żeglugi Śródlądowej. W latach 1957–1968 pełnił funkcję podsekretarza stanu (wiceministra) w Ministerstwie Handlu Zagranicznego. Później był ambasadorem w Belgii i Luksemburgu (1968–1971).
W latach międzywojennych był członkiem masonerii w jednej z warszawskich lóż Wielkiej Loży Narodowej Polski. Już przed wojną był także członkiem Klubu Demokratycznego w Warszawie, od 1946 należał do Stronnictwa Demokratycznego. Zasiadał w jego Centralnym Komitecie (1965–1969).
Został odznaczony m.in. Orderem Sztandaru Pracy I i II klasy oraz belgijskim Orderem Korony I klasy. Zasłużony członek SD.
Pochowany w Lublinie.